# Dionísio Petávio
Dionísio Petávio, Denis Pétau ou em latim Dionysius Petavius (Orléans, 21 de agosto de 1583 - Paris, 11 de dezembro de 1652) foi um jesuíta, teólogo e bibliotecário do rei. Exerceu forte influência na dogmática católica com as suas obras.
Há uma cratera da Lua com o seu nome em sua homenagem.

## Notas e Referências

Dogmata theologica, 1757